# Skärp m/1819-1829

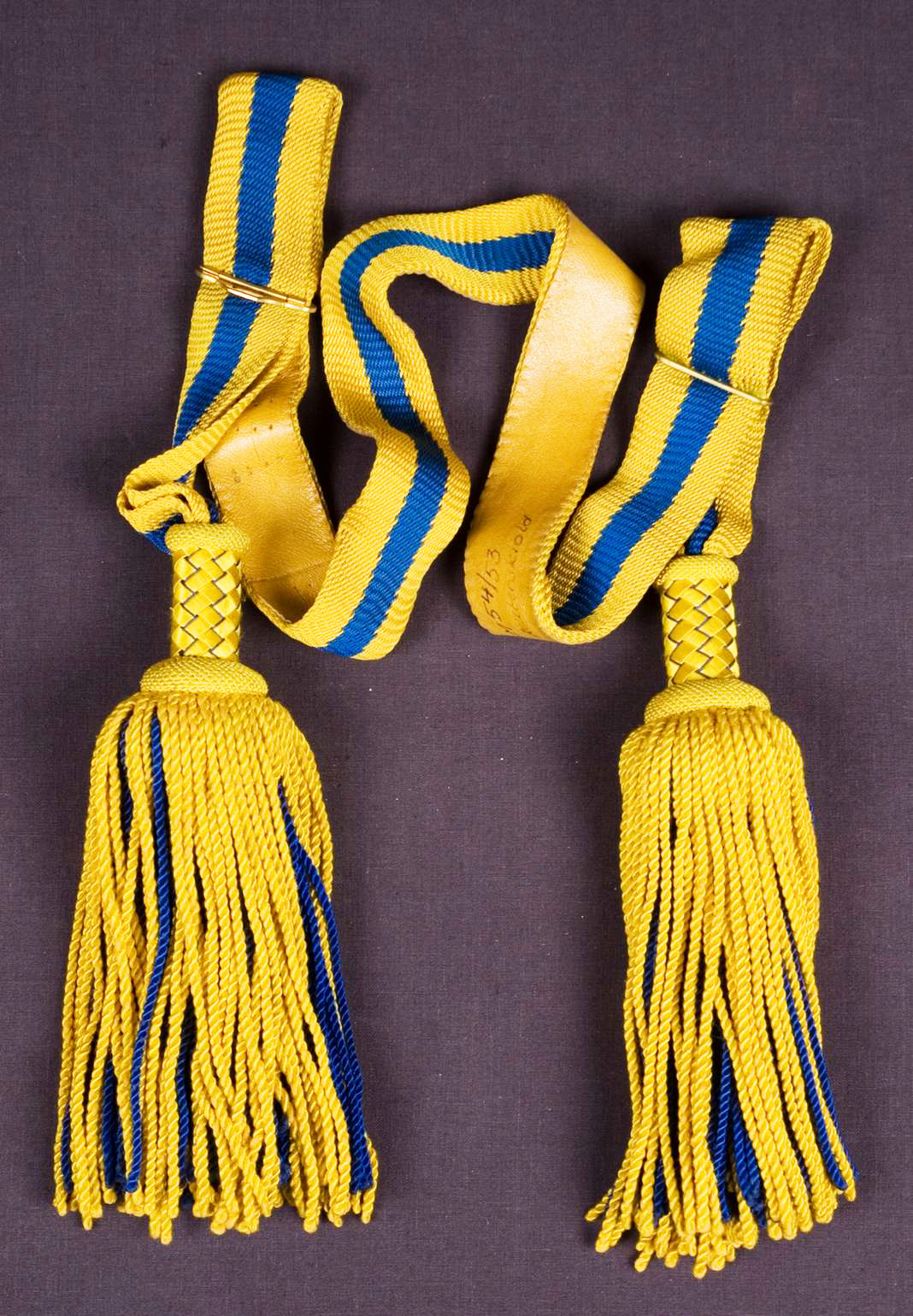
Skärp m/1819-1829 för kompaniofficerare.

Skärp m/1819-1829 är en livrem som används inom Försvarsmakten.

## Utseende
Skärpet består av en 50 mm brett gult redgarn med en bred mellanblå rand samt foder av naturellt skinn, och är försedd med två tofsar i samma färger. Skärpet knäpps med två guldfärgade spännen vilka också reglerar längden.

## Användning
Skärpet bärs på framsidan mellan vapenrockens två nedersta knappar, på sidorna nedfört i sidhakar och på ryggen ovanför de två översta ryggknapparna. Skärp med tofsar bärs med spännen och de två tofsarna på vänster sida samt med den bakre dubbelvikta delen instoppad i den främre. Skärpdelen mellan spännen och tofsar får vara högst 150 mm. Skärp bärs inte under eller utanpå kappa.
Skärp m/1819-29 används än idag av kompaniofficerare, d.v.s. officerare av graden fänrik, löjtnant och kapten samt specialistofficerare av graden förvaltare och regementsförvaltare till vapenrock m/1886 och vapenrock m/1895 vid liten och stor parad.
Regementsofficerare av graden major, överstelöjtnant och överste bär skärp m/1817. Specialistofficerare av graden 1:e sergeant och fanjunkare bär skärp m/1819-1931.

## Fotografier

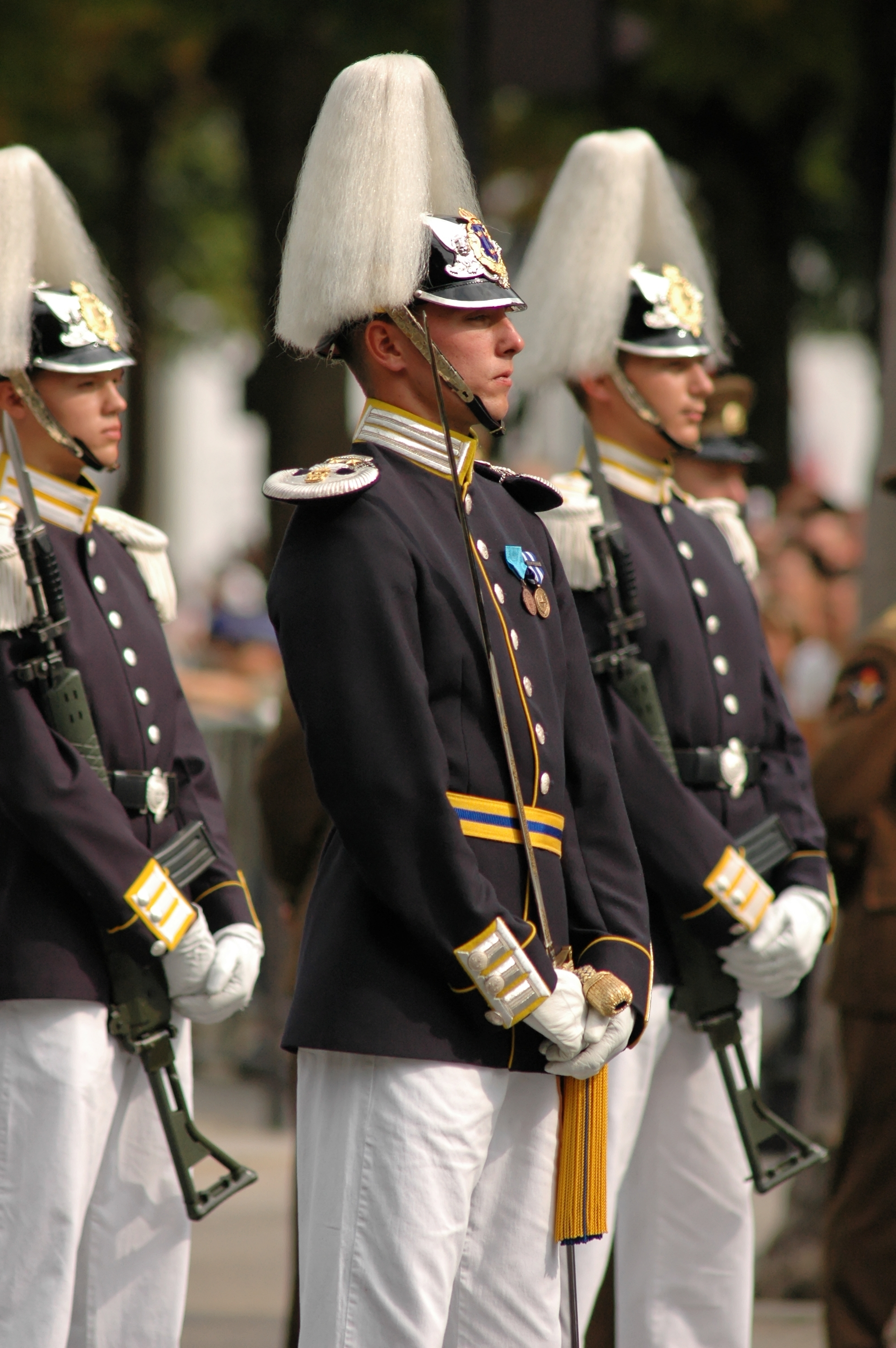
Officer ur Livgardets Livkompani med skärp m/1819-1829.
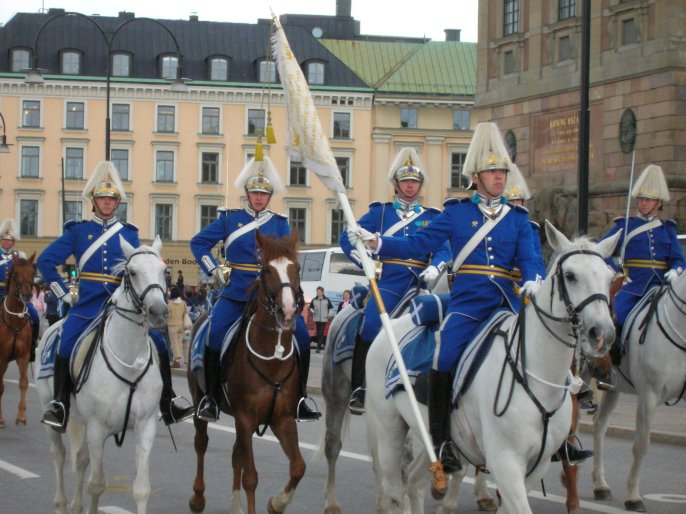
Officerare ur Livgardets Livskvadron med skärp m/1819-1829.
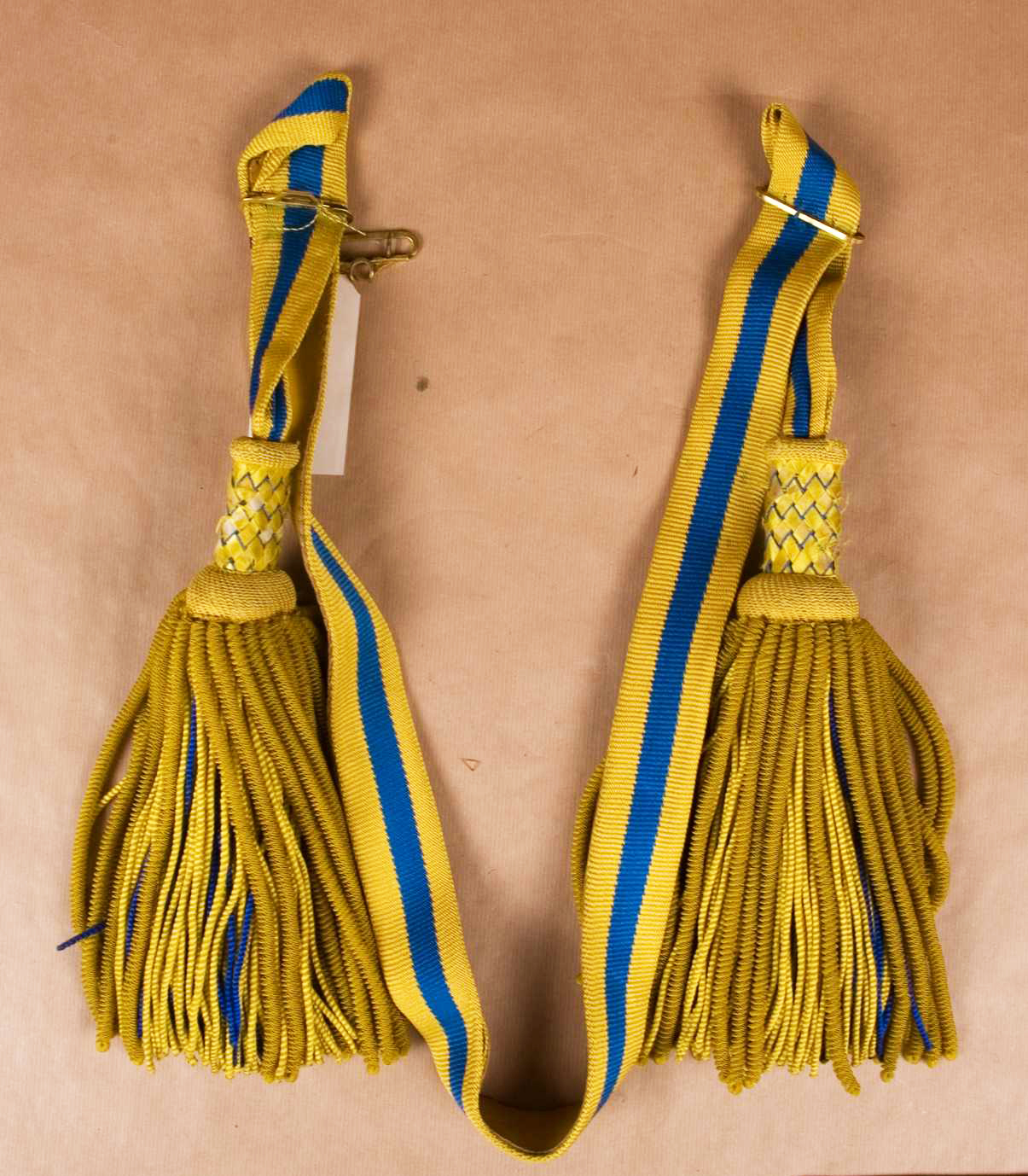
Skärp m/1819-1829 för regementsofficer. Tjockare buljoner (fransar). Används ej idag. Regementsofficerare bär skärp m/1817.

### Webbkällor
1. 1 2  Försvarsmakten. ”Uniformsbestämmelser 2009 - Kapitel 4: Paraduniformer”. Arkiverad från originalet den 28 augusti 2010. https://web.archive.org/web/20100828071307/http://www.forsvarsmakten.se/upload/dokumentfiler/uniformer/4_Paraduniformer.pdf. Läst 21 september 2012.